# Ярове (Конотопський район)
Ярове́ —  село в Україні, у Кролевецькій міській громаді Конотопського району Сумської області. Населення становить 250 осіб. До 2020 орган місцевого самоврядування — Яровська сільська рада.

## Географія
Село Ярове знаходиться біля витоків річки Бистра (озеро Плав), нижче за течією на відстані 2,5 км розташоване село Прогрес. По селу протікає пересихаючий струмок. Село розташоване за 17 км від адміністративного центру громади м. Кролевець.

## Символіка
На гербі зображені дві схрещенні шаблі які утворюють заглиблення яке символізує яр, з якого виростають три колоски яриці (ярої пшениці), що є посиланням на назву села (герб є подвійнопромовистим). Козацька зірка разом з шаблями символізують бойові звитяги та хоробрість мешканців села. Чорний колір - символізує працьовитість і родючі місцеві чорноземи. Червоний «ярий» колір виступає у значенні «сердитий», «лютий», «яритися» — проявлятися в повній силі, бушувати. Червоний колір також символізує що село відноситься до Кролевецької громади. Загалом символіка відображає вислів: працьовиті в мирний час і ярі в січі.

## Історія
Село відомо з XVIII ст.
12 червня 2020 року, відповідно до розпорядження Кабінету Міністрів України № 723-р «Про визначення адміністративних центрів та затвердження територій територіальних громад Сумської області», село увійшло до складу Кролевецької міської громади.
19 липня 2020 року, в результаті адміністративно-територіальної реформи та ліквідації Кролевецького району, увійшло до складу новоутвореного Конотопського району.

## Економіка
- «Нива», ТОВ.

## Об'єкти соціальної сфери
- Дитячий садочок.
- Школа I-II ст.
- Будинок культури.